# Сейсмічність Алжиру
Сейсмічність Алжиру — характеризується високою інтенсивністю.

## Загальна характеристика
Територія Алжиру характеризується високою сейсмічністю, яка пов'язана з глибинними переміщеннями мас по розломах і шар'яжах в різних зонах Північного Алжиру. Сейсмічне тло Тель-Атласу — 6-7 бальне, тобто даний район є одним з сейсмічно небезпечних районів Північної Африки. За даними науковців, у різних районах Алжиру щомісяця реєструють до 60 землетрусів силою від 4 до 5 балів (за шкалою Ріхтера).

## Землетруси у минулі століття
Перший відомий землетрус відбувся в Алжирі в 1716 році. Він повністю зруйнував місто Бліда. Згідно з документами того часу, лихо забрало життя 20 тис. мешканців міста.
10 жовтня 1980 року, о 12:30 (за місцевим часом), в Ель-Асамі (Алжир) стався землетрус (магнітудою 7,3 балів (за шкалою Ріхтера). В результаті землетрусу було зруйновано 25 тис. будинків, загинуло - 2633, поранено - 8369 осіб.

## Землетруси XXI століття

### 2003
В 2003 році  у Бумердесі стався стався сильно помірний (за шкалою інтенсивності МSK-64) землетрус магнітудою 6,7 балів (за шкалою Ріхтера). В результаті землетрусу загинуло майже 2,3 тис. осіб.

### 2008
1 лютого, о 08:33 за місцевим часом (10:33 за київським), в Алжирі стався помірний (за шкалою інтенсивності МSK-64) землетрус магнітудою 5,2 балів (за шкалою Ріхтера). Згідно повідомлення агентства Associated Press, епіцентр землетрусу знаходився за 8 км на північний схід від міста Бумердес.

### 2013
19 травня на півночі Алжиру стався сильно відчутний (за шкалою інтенсивності МSK-64) землетрус магнітудою 4,9 балів (за шкалою Ріхтера). Згідно повідомлення Геологічної служби США (USGS) епіцентр землетрусу знаходився за 17 км на схід від міста Беджая та за 199 км від столиці країни міста Алжир. Гіпоцентр землетрусу залягав на глибині 12,7 км.
18 липня в Алжирі стався помірний (за шкалою інтенсивності МSK-64) землетрус магнітудою 5,1 балів (за шкалою Ріхтера). Згідно повідомлення місцевої рятувальної служби, в результаті землетрусу постраждало 24 людини.

### 2016
29 травня, о 00:54 за місцевим часом (02:54 за київським часом), на півночі Алжиру стався помірний (за шкалою інтенсивності МSK-64) землетрус магнітудою 5,2 балів (за шкалою Ріхтера). Згідно повідомлення Геологічної служби США (USGS) епіцентр землетрусу знаходився за 19 км на північний захід від міста Аль-Ахдарія і за 56 км на південний схід від алжирської столиці. Гіпоцентр землетрусу залягав на глибині 11,9 км.

### 2020
26 березня, о 09:00 (за київським часом) на півночі Алжиру стався помірний (за шкалою інтенсивності МSK-64) землетрус магнітудою 5,0 балів (за шкалою Ріхтера). Згідно повідомлення Європейського середземноморського сейсмологічного центру (EMSC), епіцентр землетрусу знаходився за 14 км від міста Рас-аль-Айун. Гіпоцентр землетрусу залягав на глибині 10 км.

### 2021
18 березня, о 02:04 (за київським часом), біля північного узбережжя Алжиру стався сильно помірний (за шкалою інтенсивності МSK-64) землетрус магнітудою 6,0 балів (за шкалою Ріхтера). Згідно повідомлення Геологічної служби США (USGS) епіцентр землетрусу знаходився за 20 км від міста Беджая. Гіпоцентр землетрусу залягав на глибині 8 км.

### 2025
19 березня, о 19:42:05 GMT, в Алжирі стався відчутний (за шкалою інтенсивності МSK-64) землетрус магнітудою 3,4 балів (за шкалою Ріхтера). Епіцентр землетрусу знаходився за 64,33 км на південь від міста Алжир. Гіпоцентр землетрусу залягав на глибині 0,0 км.